# Giovanni Morelli
Giovanni Morelli (Verona, 25 de fevereiro de 1816 - Milão, 28 de fevereiro de 1891) foi um historiador da arte e político italiano. Entre 1874 e 1876 sob o pseudônimo Ivan Lermolieff, desenvolveu um método de crítica de obras de arte que buscava identificar características de um estilo artístico através de uma análise minuciosa, conferindo atenção aos detalhes. Este método passou a ser conhecido como método morelliano, servindo de base para o Método de pesquisa indiciária.

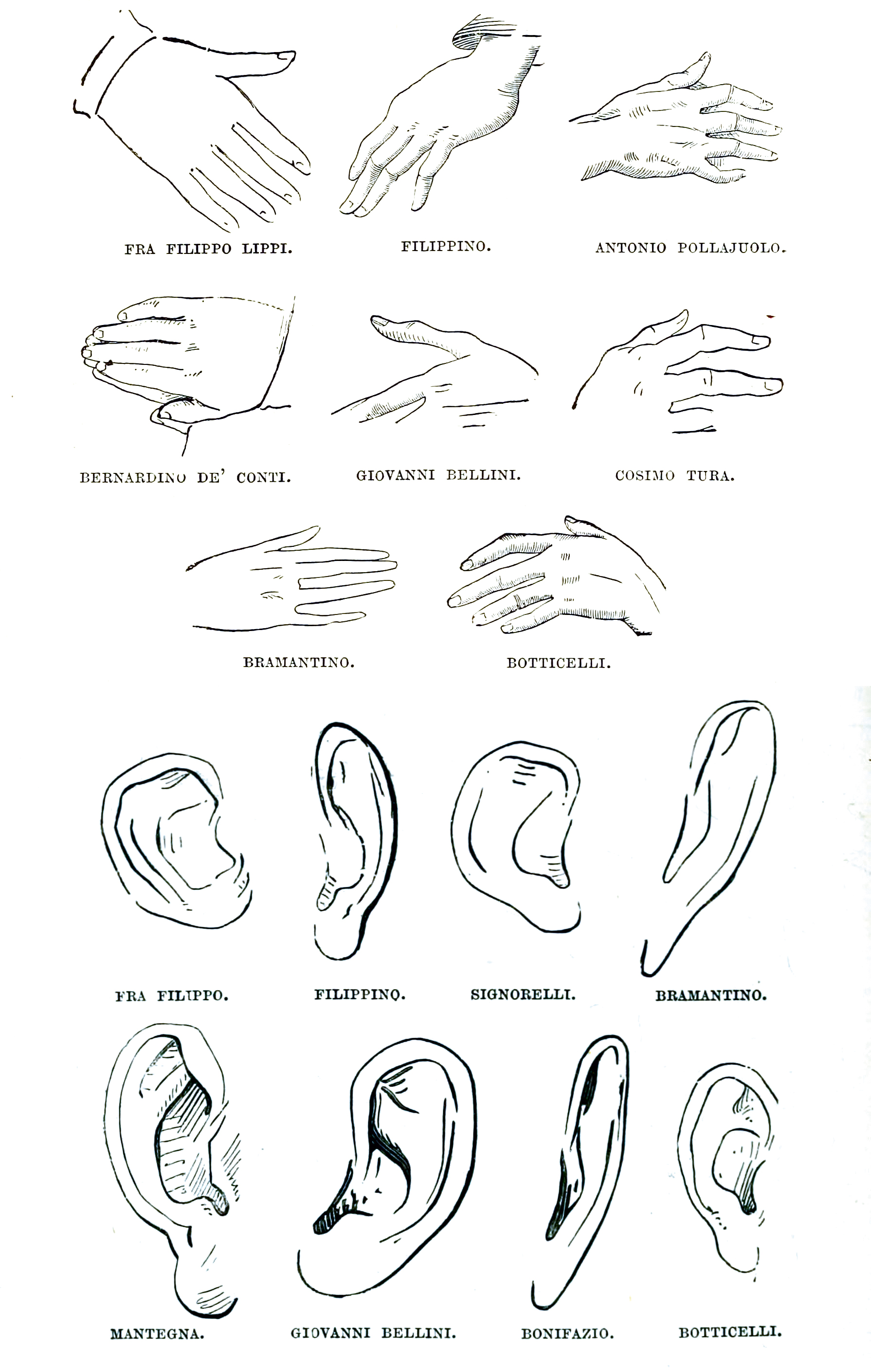
Ilustrações de pintores italianos

## Método Morelliano
Graças às suas habilidades excepcionais como conhecedor, os colecionadores muitas vezes confiavam em suas estimativas antes de comprar uma obra. Ele propôs uma técnica de investigação através dos detalhes (orelhas, mãos, dobras de roupas etc.), que podem revelar melhor ao conhecedor os traços particulares de um artista do que a de seus imitadores.
O "método Morelli" tornou-se fundamental para a historiografia do século XIX.
Reconheceu também o desenho à mão livre como uma importante ajuda metodológica, aprendeu a estudá-lo e avaliá-lo como documento, também desta forma introduziu uma nova possibilidade de realizar uma análise mais precisa na história da arte.

## Trabalhos
- Le opere dei maestri italiani nelle gallerie di Monaco, Dresda e Berlino, versione italiana, Bologna, Zanichelli, (1886).
- Kunstkritische über italienische Malerei, Lipsia, Brockhaus, (1890-1893).
- Della pittura italiana: studi storico-critici, Milano, F.lli Treves, (1897).